# Sabah
Sabah este unul din cele 13 state constituente ale Malaeziei. El ocupă porțiunea nordică a insulei Borneo. Este al doilea stat ca mărime după Sarawak, cu care se învecinează la sud-vest. Se învecinează la sud și cu Kalimantanul de Est din Indonezia. În pofida faptului că este stat al Malaeziei, Sabah rămâne teritoriu în dispută; Filipinele au revendicat mare parte a estului său. Capitala statului Sabah este Kota Kinabalu, denumit în trecut Jesselton. Sabah este denumit și „Țara de dincolo de vânturi”, deoarece se află la sud de regiunea din jurul Filipinelor, afectată frecvent de taifunuri.